# 메르첸

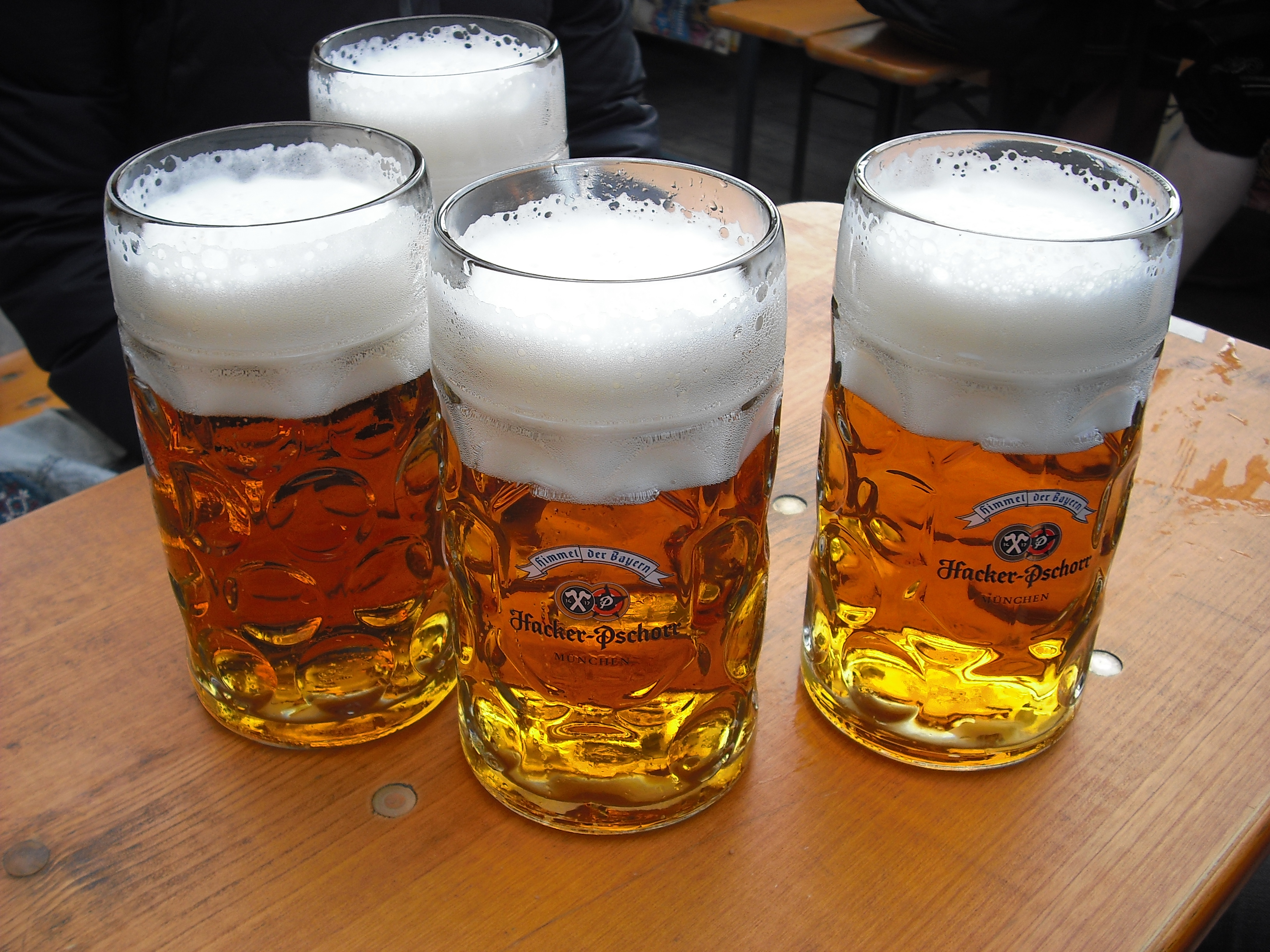

메르첸(Märzen, 독일어: [ˈmɛʁt͡sn̩] 또는 Märzenbier, 독일어: March beer)은 독일 바이에른주에서 시작된 하면발효맥주(라거)이다. 중간에서 전체 몸체를 가지고 있으며 색상은 옅은 호박색에서 어두운 갈색까지 다양할 수 있다. 뮌헨 옥토버페스트에서 전통적으로 제공되는 맥주였다. 지리적 표시인 옥토버페스트비어(Oktoberfestbier)는 EU에서 보호되며 뮌헨에서 양조되는 메르첸에만 사용할 수 있다.

## 같이 보기
- 헬레스